# 공포의 축제
"공포의 축제"는 1986년에 개봉한 대한민국의 영화이다.

## 캐스팅
- 마흥식
- 천은경
- 박기택
- 남수정
- 백송
- 한명환
- 홍춘길
- 신찬일
- 홍윤정
- 유명순
- 석인수
- 문미봉
- 신옥진
- 조미제
- 진미경
- 이영미
- 권유정
- 김지희